# Новосёлки (Сосковский район)
Новосёлки — посёлок в Сосковском районе Орловской области России. Входит в состав Рыжковского сельского поселения.

## География
Посёлок находится в западной части Орловской области, в лесостепной зоне, в пределах восточного склона Среднерусской возвышенности, на правом берегу реки Кромы, на расстоянии примерно 6 километров (по прямой) к юго-западу от Соскова, административного центра района. Абсолютная высота — 233 метра над уровнем моря.

### Климат
Климат умеренно континентальный, с умеренно холодной зимой и относительно тёплым летом. Среднегодовая температура воздуха — 5 °C. Средняя многолетняя температура самого холодного месяца (января) составляет −9,7 °С (абсолютный минимум — −32 °C), средняя температура самого тёплого (июля) — 19,2 °С (абсолютный максимум — 35,5 °C). Среднегодовое количество осадков составляет 490—590 мм, из которых большая часть выпадает в тёплый период. Устойчивый снежный покров сохраняется в течение 126 дней.

### Часовой пояс
Посёлок Новосёлки, как и вся Орловская область, находится в часовой зоне МСК (московское время). Смещение применяемого времени относительно UTC составляет +3:00.

## Население
| 2010 |
| ---- |
| 4    |

### Национальный состав
Согласно результатам переписи 2002 года, в национальной структуре населения русские составляли 100 % из 10 чел.